# Улица Светог Саве (Београд)
| Улица Светог Саве | Улица Светог Саве |
| ----------------- | ----------------- |
|                   |                   |
| Општина           | Врачар            |
| Почетак           | Крушедолска       |
| Крај              | Трг "Славија"     |
| Дужина            | 300 m             |
| Ширина            | 19 m              |
| Названа           | 1896.             |
| Стари називи      | Авалска           |
|                   |                   |
|                   |                   |
|                   |                   |

Улица Светог Саве је једна од улица на подручју општине Врачар у Београду. Делује као да се протеже од Храма Светог Саве, али тачније би било рећи да се пружа од Крушедолске улице до Трга „Славија“. Спуштајући се улицом Светог Саве долази се до мале раскрснице којој са бока у сусрет хита улица Кнегиње Зорке која улицу Светог Саве повезује са Булеваром краља Александра.

## Име улице
Улица Светог Саве садашње име је добила 1896. године по Светом Сави или Растку Немањићу (око 1174 – 1236), првом српском архиепископу и књижевнику, великом задужбинару и добротвору српског народа. Раније је ова улица носила назив Авалска улица, у периоду од 1888. до 1896. године, и била је то прва у низу од три улице под тим називом у Београду.

## Историја
Непроцењив допринос развоју врачарског краја је пружио хотел „Славија“, који је саграђен осамдесетих година 19. века. Поред уобичајених функција, служио је као место окупљања и одржавања културних и политичких манифестација. Зграду је пројектовао чешки архитекта и инжењер Франтишек Неквасил (1844 – 1913), који је имао две куће у Београду, у Светог Саве 6 и на Тргу „Славија“. Зграда хотела „Славија“ је срушена у Другом светском рату, али је убрзо након тога подигнут нови хотел који је понео стари назив, онако како га је и назвао први пројектант. Франтишек Неквасил је израдио и нацрт породичне куће Милене Раносовић у улици Светог Саве 5.

## Улицом Светог Саве
Близина Храма Светог Саве, Народне библиотеке Србије, као и чињеница да су у једној поприлично малој уличици смештена чак три хотела, позориште и различите медицинске лабораторије говори у прилог томе да се у овој улици често може срести велики број људи.
Улица Светог Саве, као што је уосталом случај са већином београдских улица може се похвалити везом са познатим именима и објектима југословенског културног стваралаштва.

### Светог Саве 1
На овој адреси се налази хотел „Славија“ који је подигнут 1962. године. На другом делу исте улице је изграђен апартмански део хотела, године 1989, на истом месту где се некада налазио стари хотел из 19. века.

### Светог Саве 16
Дом Александра Поповића, драмског писца, налазио се на овом броју, као и седиште редакције новина „Записи“. Кућа је срушена 1964. године, и подигнут је Дом глувих и наглувих особа, где се и данас налази. Такође, у овој згради је радио Драгољуб Вукотић (1924 – 1997), дугогодишњи председник Светске федерације глувих и Савеза глувих Југославије, оснивач и први директор Центра за рехабилитацију глувих. Први спрат заузима позориште „Славија“.

### Светог Саве 19
На овој адреси живео је до своје смрти песник Стеван Раичковић.

## Галерија
- Шеталиште ка Тргу "Славија"
- Поглед на Храм Светог Саве
- Зграда позоришта "Славија" и некадашњи дом Александра Поповића, драмског писца